# Scogli della Galea
Gli scogli della Galea formano un gruppo di scogli dell'Italia, in Calabria.